# Vizcondado de Espés
El vizcondado de Espés es un título nobiliario español creado por la reina regente María Cristina de Habsburgo Lorena y concedido, en nombre del rey Alfonso XIII, a Jesús Luis Franco de Espés y Valón el 1 de febrero de 1892 por real decreto y el 22 de abril del mismo año por real despacho.
La casa de Espés, con arraigo en el reino de Aragón, había recibido anteriormente la jurisdicción de Alfajarín y la baronía del mismo nombre.

## Vizcondes de Espés
|                           | Titular                                         | Periodo                   |
| Creación por Alfonso XIII | Creación por Alfonso XIII                       | Creación por Alfonso XIII |
| ------------------------- | ----------------------------------------------- | ------------------------- |
| I                         | Jesús Luis Franco de Espés y Valón              | 1892-1933                 |
| II                        | José María Franco de Espés y Domínguez          | 1956-                     |
| III                       | Carlos Franco de Espés y Mantecón               | 1991-2023                 |
| IV                        | Belén Inés Fuertes de Gilbert y Franco de Espés | 2023-actual titular       |

## Historia de los vizcondes de Espés
- Jesús Luis Franco de Espés y Valón (Zaragoza, 18 de noviembre de 1866[4]-1933), I vizconde de Espés,[5] maestrante de Ronda y caballero gran cruz del Mérito Militar. Era hijo de Luis Franco y López, y de María del Pilar Valón y Espés, II baronesa de Mora,[5] hija de Félix de Valón y Gramontel, I barón de Mora, y de Margarita de Espés y Alagón Fernández de Córdoba, hija natural de Francisco Fernández de Córdoba y Glimes de Brabante (1758-1841), I y único duque de Alagón, señor y barón de Espés y barón de Alfajarín,[5] y de Tomasa Josefa Rita de Yust y Ortiz, legitimada por el rey Fernando VII por real decreto de 18 de mayo de 1817.[4]

Casó, en Zaragoza, el 4 de septiembre de 1895, con Julia María de las Mercedes Domínguez y López. El 2 de marzo de 1956, tras solicitud cursada el 15 de febrero de 1949, y decreto del 25 de abril de 1952 en la que se convalidaba la sucesión concedida previamente por la Diputación de la Grandeza, le sucedió su hijo:
- José María Franco de Espés y Domínguez (Zaragoza, 23 de marzo de 1904-1979), II vizconde de Espés,[5]  maestrante de Ronda, caballero de la Cofradía de Caballeros Nobles de Nuestra Señora del Portillo.[3]

Casó, en Zaragoza, el 16 de julio de 1953, con Carmen Mantecón y Navasal.  El 27 de noviembre de 1991, tras solicitud cursada el 17 de diciembre de 1987 (BOE del 28 de enero de 1988), convocatoria del 17 de marzo de 1988 para que Carlos Franco de Espés y Mantecón y Belén Franco de Espés y Mantecón, que también había solicitado el título, pudiesen «alegar (...) lo que crean convenir a sus respectivos derechos» (BOE del 29 de marzo), y orden del 15 de noviembre de 1990 para que se expida la correspondiente carta de sucesión (BOE del día 28), le sucedió su hijo:
- Carlos Franco de Espés y Mantecón, III vizconde de Espés,[5]  historiador y escritor.[13]

Cedió el título a su sobrina:
- Belén Inés Fuertes de Gilbert y Franco de Espés, IV vizcondesa de Espés.[14]

Casada con Rafael Hernández de Santiago. Padres de: Mariana Federica (n. Estrasburgo, 18 de octubre de 1998); Alfonso  (n. Madrid, 20 de julio de 2000); Gabriela (n. Madrid, 27 de febrero de 2006); y Belén Hernández Fuertes de Gilbert (n. Madrid, 22 de abril de 2009).